# Wittenburgervaart
De Wittenburgervaart is een kort kanaal (gracht) in Amsterdam, in de buurt Oostelijke Eilanden. Het kanaal scheidt het in de 17e eeuw aangelegde eiland Wittenburg van de voormalige eilanden Oostenburg en Oostenburgereiland. De Wittenburgervaart loopt van de Nieuwe Vaart naar het einde van de Dijksgracht. Aan de zuidkant komt de Oostenburgerdwarsvaart, die Oostenburg van het Oostenburgereiland scheidt, op deze vaart uit.
Over de vaart gaan twee bruggen:
- de historische Oesjesduiker (brugnummer 114) bij de Nieuwe Vaart, tussen de straten Wittenburgergracht en Oostenburgergracht die deel uitmaken van de zogenaamde Eilandenboulevard. Dit is een lage vaste brug, waar allen kleine boten onderdoor kunnen varen.
- de Ezelsbrug (nr 1904), een ophaalbrug aangelegd in het laatste deel van de 20e eeuw voor voetgangers en fietsen, tussen Wittenburg en Oostenburg.

Aan de noordkant is aan de oever van Wittenburg bij de Fortuinstraat een jachthaventje van de watersportverenigingen Albatros en De Oostvaarders. Daarnaast liggen aan de Windrooskade enkele woonschepen.
In 2012 is het kunstwerk de Bandenboot uit 1972, van Robert Jasper Grootveld, op palen in het water geplaatst aan de zuidkant bij de Oostenburgerdwarsstraat naast de Ezelsbrug.

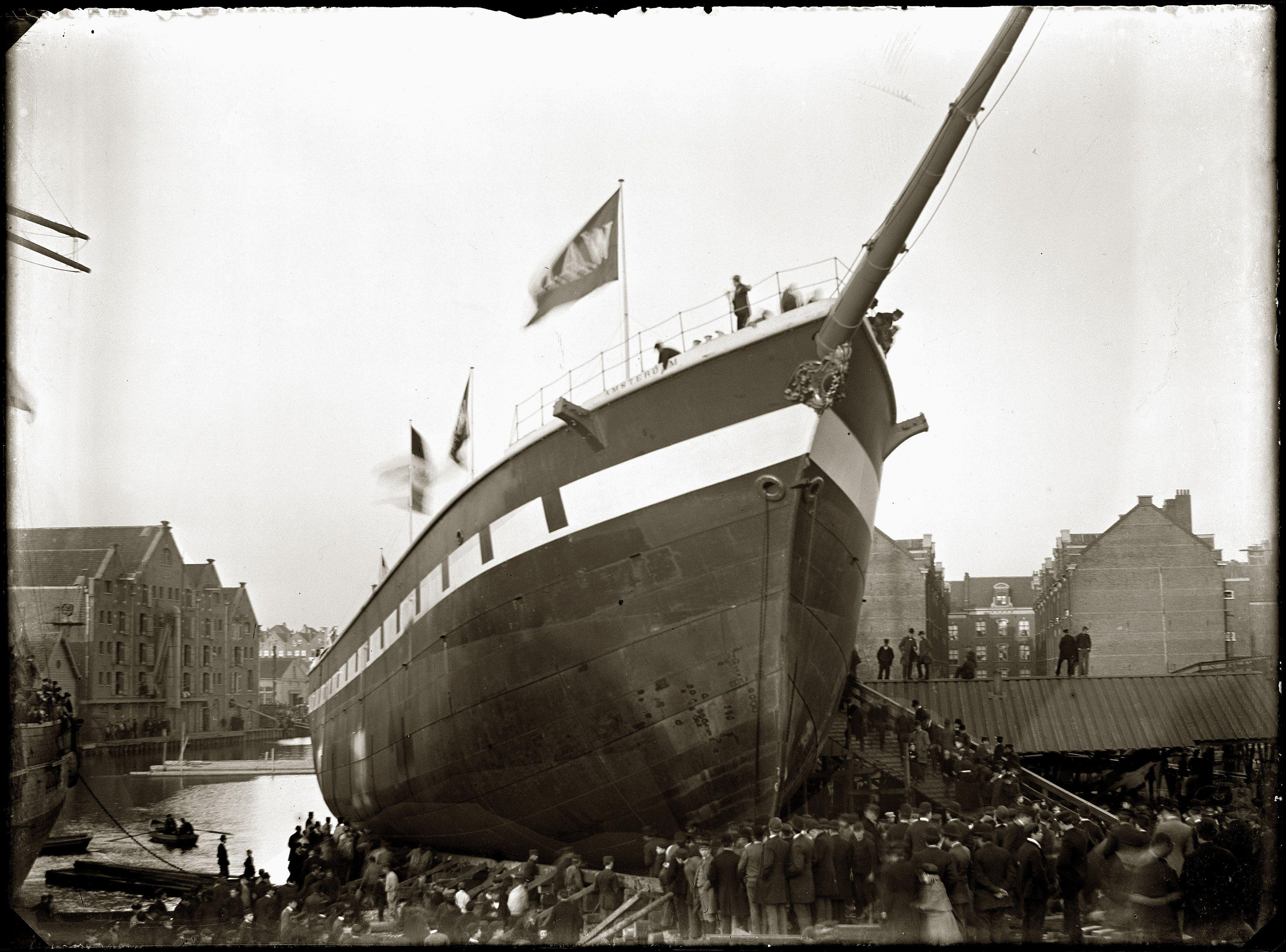
De tewaterlating in 1892 van een aan de Oostenburgervoorstraat gebouwd schip. Links zijn pakhuizen op Wittenburg te zien.
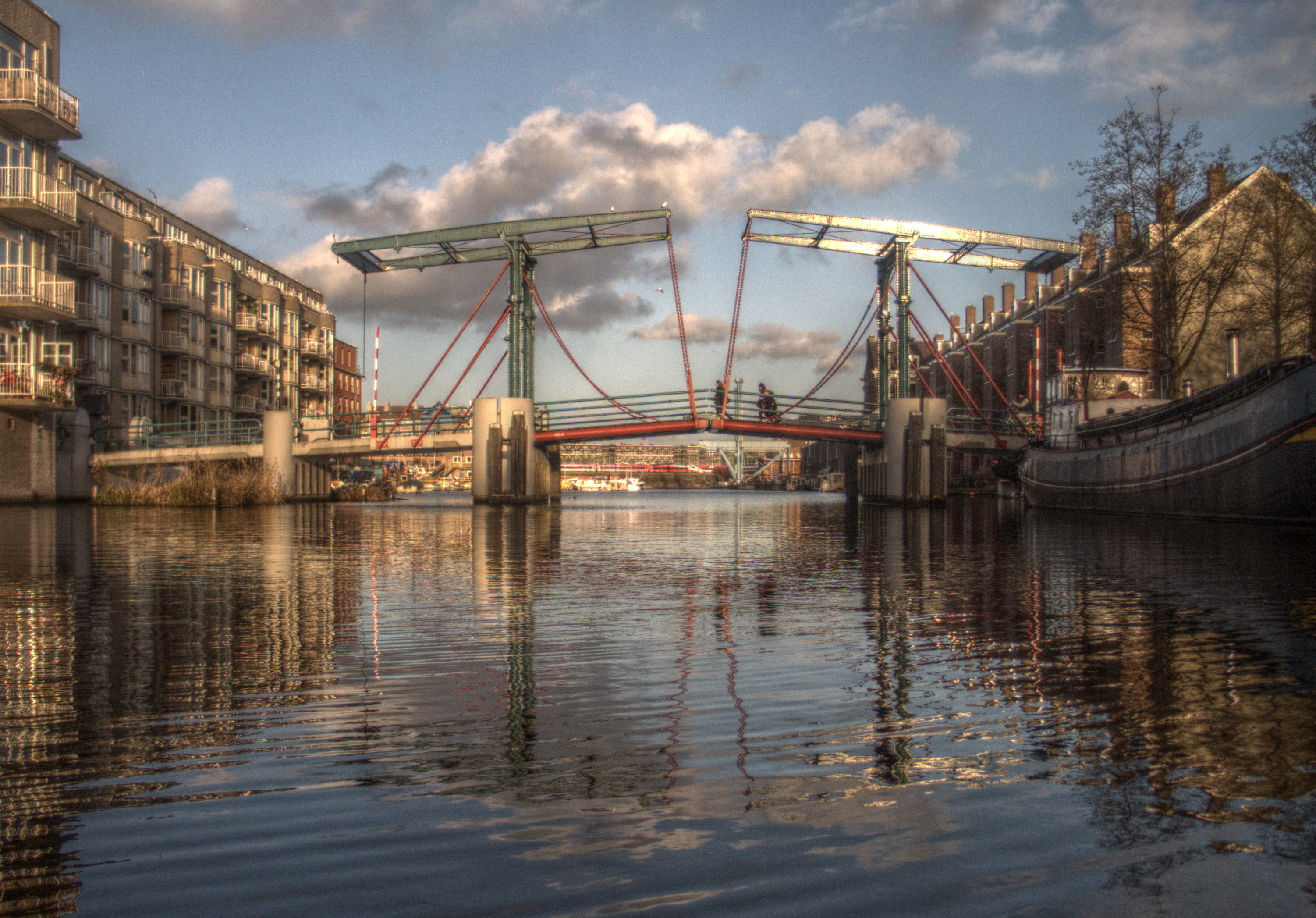
De Ezelsbrug in 2013. Op de achtergrond de Dijksgracht en de spoordijk waar deze naar is genoemd.
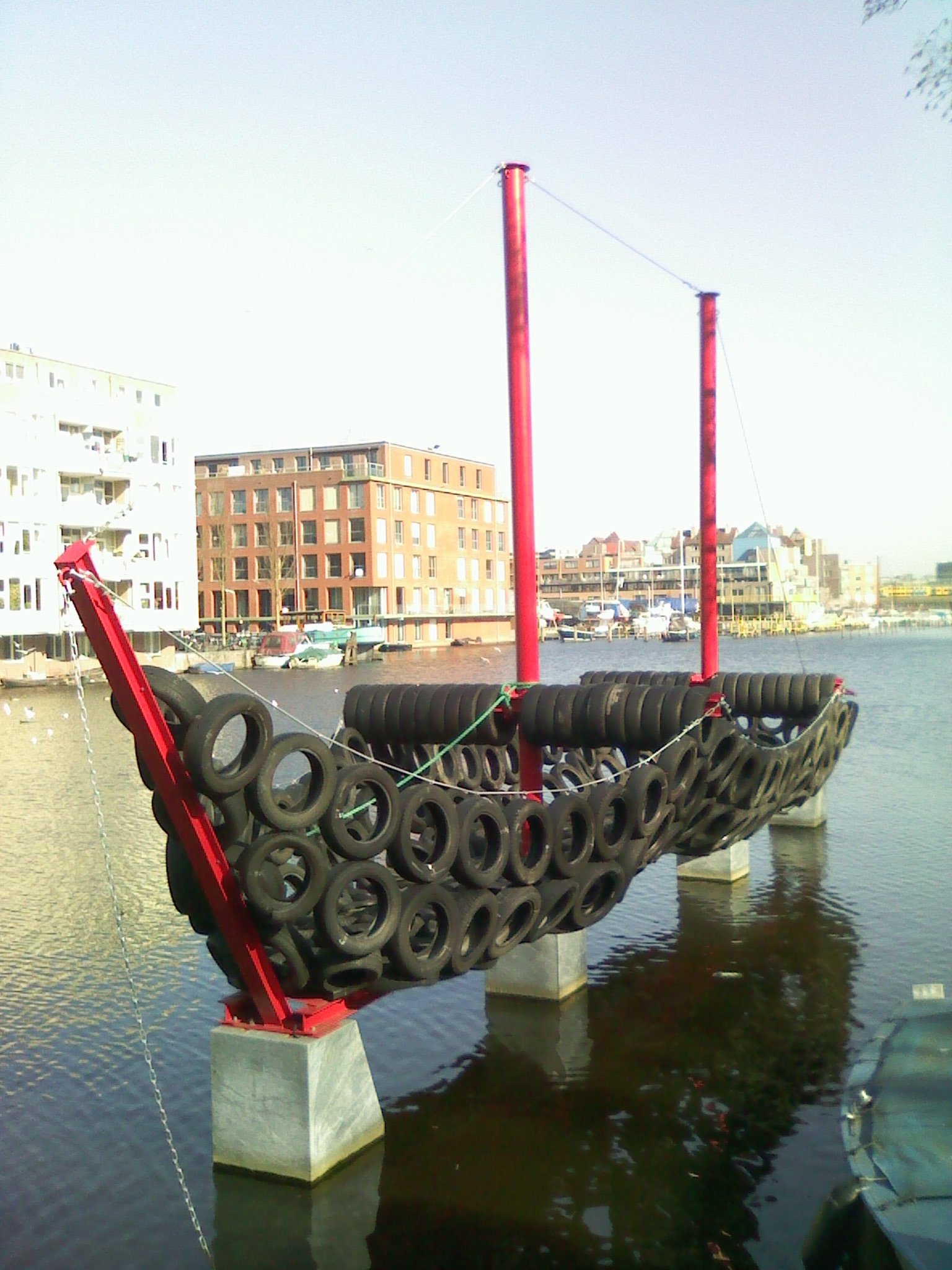
De Bandenboot in 2013